# Eden (Utah)
Pour les articles homonymes, voir Eden.
Eden est une census-designated place du comté de Weber, dans l'État de l'Utah, aux États-Unis. En 2020, elle compte une population de 690 habitants.